# ویکتوریا (فیلم ۲۰۱۳)
ویکتوریا (انگلیسی: Victoria) یک فیلم است.